# 弗朗西丝·霍根
弗朗西丝·霍根（英語：Frances Haugen，1983/84年），美国数据工程师与数据科学家、产品经理、吹哨人。2021年，她向美国证券交易委员会与《华尔街日报》披露上万份Facebook内部文件。

## 早年
霍根在美国艾奥瓦州艾奥瓦城出生成长，就读于当地的喇叭小学（Horn Elementary）和西北初中（Northwest Junior High School），2002年从艾奥瓦城西部高中毕业。她的父亲是医生，母亲是圣公会的牧师，之前当过学者。
霍根大学就读于奥林工程学院，是电气与计算机工程专业的第一届学生，2006年毕业。2011年，取得哈佛商学院工商管理硕士学位。

## 生涯
大学毕业后，霍根任职于Google，在Google Ads、Google图书搜索及Google+部门工作，在图书部门期间促成一起针对Google已发布图书内容的集体诉讼达成庭外和解。她与同事开发了一项专利技术，用来调整搜索结果排名，还共同开发桌面约会应用“特工丘比特”（Secret Agent Cupid），也就是手机应用Hinge的前身。在Google的资助下，她完成工商管理硕士课程。
2015年，在Yelp担任数据产品经理，利用图像识别技术改进搜索结果。一年后跳槽到Pinterest。2018年Facebook亲自招聘的时候，霍根说自己对假消息方面的职位感兴趣，后来于2019年成为Facebook公民诚信部（Civic Integrity）产品经理。她发现Facebook一心想着赚钱，枉顾公共安全，便决心成为吹哨人，并于2021年5月离职。2021年春，霍根联系非营利法律机构“吹哨人援助”（Whistleblower Aid）创办人约翰·泰，对方愿意当她的代表律师，不公开她的身份。同年夏季，霍根与参议员理查德·布魯門薩爾及玛莎·布莱克本等国会议员会面。

### Facebook文件
从2021年9月开始，《华尔街日报》发表系列报道《Facebook文件：华尔街日报调查》，内容根据研究报告、员工网络讨论与给高级管理层的演示文稿的草稿等Facebook内部文件撰写。其中9篇报道介绍了豁免申请知名用户、对年轻人的影响、2018年算法变更的影响、应对人口贩运及贩毒集团不当及疫苗假信息，1篇报道介绍负责搜集相关文档的霍根。报道发布后，美国参议院商务委员会的消费者保护、产品安全和数据安全小组委员会（Sub-Committee on Consumer Protection, Product Safety, and Data Security）安排了两场听证会，一场是在2021年9月30日审问Facebook全球安全主管安提戈涅·戴维斯（Antigone Davis），一场是在2021年10月5日审问当时还是匿名的霍根。
2021年10月3日，霍根亮相时事节目《60分钟》，正式公开身份。访谈中，霍根介绍了Facebook用公民诚信计划来遏制假消息及其他影响选举安全的威胁，称这在她眼中就是“背叛民主”，认为这个计划是2021年美国国会大厦遭冲击事件的导火索。她表示：“我在Facebook经常看到公众利益与Facebook的利益产生冲突。Facebook一次又一次选择优化自己的利润，一直想赚更多的钱。”项目于2020年大选后解散。
霍根也向美国国会及总检察长办公室分享文件，但没有向聯邦貿易委員會分享。节目播出不到24小时，Facebook翌日出现大范围故障，两期事件导致公司市值蒸发60亿美元。《纽约时报》专栏作家凯文·罗斯认为，从被泄露的文件来看，Facebook比想象中的要脆弱。
霍根公开身份后得到Ebay创办人皮埃尔·奥米迪亚提供支持，奥米迪亚通过自己的慈善机构Luminate引来欧洲媒体及政府关系的支持。

### 证券交易委员会
霍根的律师向美国证券交易委员会递交八项诉讼，涵盖《华尔街日报》报道的方面，指控Facebook处理虚假政治消息、仇恨言论、青少年心理健康、人口贩运、种族暴力宣传内容、部分用户优惠待遇及与投资人的联系不当。在向证券交易委员会递交的吹哨人诉状中，霍根指控Facebook歪曲平台处理仇恨、暴力及虚假内容的进展，误导投资人。霍根向委员会提供的文件还显示了2020年大选过后Facebook对选举假消息的管理。
霍根的诉状还包括Facebook在印度处理假消息及仇恨言论的文件，显示部分与国民志愿服务团有关联的用户或主页散播恐慌及反穆斯林内容，煽动暴力，认为Facebook非常了解印度的反穆斯林言论。霍根说Facebook缺乏懂印地语和孟加拉语的审核员，所以有问题的帖文通常会被忽视。她还在诉状中引用Facebook首席执行官马克·扎克伯格的公开声明，指控扎克伯格没有管理好，要附上最终责任。霍根递交的Facebook内部文件与扎克伯格的公开言论不一致，包括他2020年在美国国会所作的证词。

### 国会听证会
2021年10月5日，霍根接受参议院商务委员会消费者保护、产品安全和数据安全小组委员会质询，她向小组委员会提交的书面开篇陈词于前一日。会上，霍根表示公司领导层知道如何让Facebook和Instagram更安全，但就是不采取必要的措施，将天文数字般的利润看待比大众重要，认为国会必须采取行动。她又提到缅甸和埃塞俄比亚的问题，认为Facebook基于参与度的排名系统没有公平性和安全性可言，“实际上是在煽动种族暴力”。她表示自己正与另一个国会委员会讨论间谍及假消息的问题，又说之所以不和联邦贸易委员会分享文件，是因为觉得Facebook系统的危险性会继续蔓延，即便他们破产。会后担任贸易小组委员会主席的参议员理查德·布魯門薩爾认为霍根“只是想救Facebook，没想把它摧毁殆尽”。
针对霍根的证词，扎克伯格当天回应称“很多说法讲不通”，“我们大多数人还不了解公司所留下的坏印象”，“我们承诺会尽力处理好这件事，但从某种程度上讲，适合对各社会实体作出权衡的机构是我们的民选国会”。Facebook政策通讯主任莉娜·皮奇（Lena Pietsch）在会后发表声明，认为可以借此机会为互联网打造标准规则。布卢门撒尔认为扎克伯格应该就霍根的文件在国会作证，建议小组委员会向Facebook发出传票。

### 州检察长调查
霍根还与加利福尼亚州、马萨诸塞州、佛蒙特州、内布拉斯加州和田纳西州的州检察长分享文件。2021年10月13日，十多个州份的检察长致信Facebook，要求递交保护高级用户的XCheck系统及对抗2019冠状病毒病疫苗假消息的信息。

### 额外行动
2021年10月6日，律师约翰·泰表示律师团队与霍根正和联邦贸易委员会、欧洲议会和法国政府沟通。美国参议院国土安全和政府事务委员会和美國眾議院1月6日襲擊事件特別委員會确认与霍根会面。
2021年10月11日，负责判定特定审查内容的Facebook监督委员会表示会与霍根谈话，讨论她在公司的经历及公司的做法。
2021年10月21日，霍根与美国众议院司法反垄断小组委员会主席大卫·西西里尼和高级成员肯·巴克会面。霍根表示正计划成立非营利组织，专注社交媒体改革。
2021年10月25日，霍根接受英国议会质询。作证期间，霍根呼吁英国政府管理Facebook，让Facebook作出改变。